# Roadsters (videojuego)
Roadsters (título provisional: Roadsters Trophy) es un videojuego de carreras lanzado por Titus Software para Nintendo 64 en 1999, y para PlayStation, Dreamcast y Game Boy Color en 2000. Es un juego de carreras de coches que incluye coches con licencia de los fabricantes. (por ejemplo, Mitsubishi, Alfa Romeo, Lotus) y automóviles sin licencia de fabricantes imaginarios que se basan y se parecen mucho a sus modelos de automóviles reales equivalentes. El juego también incluye un modo multijugador que admite hasta 2 jugadores humanos que pueden competir en cualquiera de los circuitos disponibles con 4 corredores más controlados por CPU. El desarrollador de videojuegos Player 1 planeó originalmente lanzar el juego para PlayStation 2, pero fue cancelado.

## Jugabilidad
Roadsters es un juego de carreras que incluye autos con licencia de fabricantes (por ejemplo, Mitsubishi, Alfa Romeo,  Lotus) y autos sin licencia de imaginarios fabricantes que se basan y se parecen mucho a sus modelos de automóviles reales equivalentes. El juego tiene 8 corredores y 34 autos entre los que los jugadores pueden elegir y 4 modos en total.
En el Trofeo Roadster, el jugador comienza seleccionando uno de los corredores disponibles y recibe una suma de dinero que debe usarse para adquirir un automóvil. Hay 3 divisiones en las que el jugador puede competir, siendo la 3ª la de dificultad más fácil y que requiere menos dinero para participar; el 1º es el más difícil y necesita una mayor cantidad de dinero para poder participar. Se puede ganar más dinero ganando las carreras y eso a su vez permite comprar autos nuevos o actualizar los que ya están en posesión. En Quick Race, el jugador puede seleccionar el corredor, el automóvil, el circuito y las condiciones climáticas, y competir contra 7 jugadores más controlados por la CPU.
El juego también incluye un modo multijugador que admite hasta 2 jugadores humanos que pueden competir en cualquiera de los circuitos disponibles con 4 corredores más controlados por CPU. El modo permite la pantalla dividida vertical u horizontal. Al igual que en el modo Carrera rápida, el jugador también puede seleccionar aquí el corredor, el automóvil, el circuito y las condiciones climáticas, pero sin la competencia de los otros modos, el jugador corre contra el tiempo tantas vueltas como desee.

## Recepción
Las versiones de Nintendo 64 y PlayStation recibieron críticas mixtas, mientras que las versiones de Dreamcast y Game Boy Color recibieron críticas desfavorables, según el sitio web agregador de reseñas GameRankings. Michael Wolf de NextGen dijo sobre la versión N64 en su edición de abril de 2000, "Si bien no es tan adrenalina como  San Francisco Rush, es un juego sólido con un motor decente que sin duda ayudará a los fanáticos de las carreras hasta que Nintendo lance Ridge Racer 64". Sin embargo, tres números más tarde, Greg Orlando dijo que la versión de Dreamcast "proporciona un viaje bastante directo e ininterrumpido al hastío".